# Паланкаи, Тибор
Др. Тибор Паланкаи (венг. Palánkai Tibor, род. 1 марта 1938 г.) — экономист, профессор, член венгерской академии наук. Исследователь интеграции европейской и региональной экономики и международного разделения труда. С 1977 по 1983 год был проректором университета экономический наук имени Карла Маркса, с 1997 по 2000 г. был ректором университета. С 2001 года член Европейского Университетского совета (от Комиссии ЕС). Специалист Комиссии ЕС, принимает участие в различных программах ЕС.

## Биография
Родился 1 марта 1938 года в деревне Якабсаллаш. Получил образование в университете экономических наук имени Карла Маркса, который в дальнейшем стал его основным местом работы. С 1977 по 1983 года Паланкаи был проректором университета по исследованиям и международным отношениям, с 1983 по 1995 — главой департамента мировой экономики, с июля 1997 по февраль 2000 года — ректором университета.
В 1982 году Паланкаи стал профессором, в 1994 году — профессором Jean Monnet, а в 2007 году — Jean Monnet Professor ad Personam. С 2008 года Паланкаи является эмеритом. В 1995 году стал членом-корреспондентом венгерской академии наук, а в 2004 году — академиком.
Состоял в совете директоров различных компаний, занимал позиции в государственных и международных агентствах.

## Деятельность
Область его исследований — мировая экономика, процесс международной интеграции и экономики, теория интеграции, глобальная и европейская интеграция. Автор и соавтор более 500 публикаций, включая 10 книг.

## Награды
Обладатель ряда наград:
- 1994 — Премия Венгерской академии наук[венг.]
- 1998 — Орден заслуг, премия имени Deak Ferenc
- 2008 — Премия им. Кауц Дьюло (Kautz Gyula)
- 2009 — Премия Сеченьи
- 2010 — Почетный доктор Университета Паннонии (Веспрем), Jean Monnet Prize.
- Премия имени Миклоша Ибля